# ABC World News Tonight
ABC World News Tonight ist eine abendliche Nachrichtensendung des US-amerikanischen Fernsehsenders ABC. Für gewöhnlich ist die seit 1948 ausgestrahlte Sendung etwa 30 Minuten lang.

## Namen der Sendung
In den verschiedenen Jahrzehnten seit Bestehen der Sendung war die Nachrichtensendung auch unter folgenden Titeln bekannt:
- John Charles Daly and the News (1953–1965)
- Peter Jennings with the News (1965–1967)
- ABC News (1967–1970)
- ABC Evening News (1970–1978)
- World News Tonight (1978–2006)
- World News (2006–2009)
- ABC World News (2009–2014)

## Hauptnachrichtensprecher
Hauptnachrichtensprecher waren bisher:

### An Werktagen
- H. R. Baukhage und Jim Gibbons (News and Views, 11. August 1948 – 30. März 1951)
- unbekannt, (After The Deadlines, 2. April 1951 – 3. Oktober 1952)
- Bryson Rash, Pauline Frederick, Gordon Fraser und Leo Cherne (All-Star News, 6. Oktober 1952 – 2. Januar 1953)
- ABC Network hatte vom 5. Januar bis zum 9. Oktober 1953 keine abendliche Nachrichtenausgabe montags bis freitags
- John Daly (John Daly and the News, 12. Oktober 1953 – 12. September 1958)
- Don Goddard (ABC News, 15. September 1958 – 8. Mai  1959)
- John Daly (John Daly and the News, 11. Mai 1959 – 16. Dezember 1960)
- Bill Shadel (ABC Evening Report, 19. Dezember 1960 – 22. September 1961)
- Bill Lawrence, Al Mann and John Cameron Swayze (ABC Evening Report, 25. September 1961 – 23. März 1962)
- Ron Cochran (ABC Evening Report, 26. März 1962 – 29. Januar 1965), gefolgt von den Nachrichten von Murphy Martin (2. April 1963 – 29. Mai 1964) und Bob Young (1. Juni 1964 – 8. Januar 1965)
- Peter Jennings (Peter Jennings with the News, 1. Februar 1965 – 29. Dezember 1967)
- Bob Young (ABC News, 1. Januar 1968 – 24. Mai 1968)
- Frank Reynolds (ABC News, 27. Mai  1968 – 16. Mai 1969)
- Frank Reynolds und Howard K. Smith (ABC News, 19. Mai 1969 – 4. Dezember 1970)
- Howard K. Smith und Harry Reasoner (ABC Evening News, 7. Dezember 1970 – 5. September 1975)
- Harry Reasoner (ABC Evening News, 8. September 1975 – 1. Oktober 1976)
- Harry Reasoner und Barbara Walters (ABC Evening News, 4. Oktober 1976 – 7. Juli 1978)
- Frank Reynolds, Max Robinson and Peter Jennings (World News Tonight, 10. Juli 1978 – 20. April 1983)
- Max Robinson and Peter Jennings (World News Tonight, 23. April 1983 – 8. August 1983)
- Peter Jennings (World News Tonight with Peter Jennings, 9. August 1983 – 5. April 2005)
- Bob Woodruff und Elizabeth Vargas (World News Tonight with Bob Woodruff and Elizabeth Vargas, 3. Januar  – 26. Mai 2006)
- Charles Gibson (World News with Charles Gibson, 29. Mai 2006 – 18. Dezember 2009)
- Diane Sawyer (ABC World News with Diane Sawyer, 21. Dezember 2009 – 27. August 2014)[1]
- David Muir (ABC World News Tonight with David Muir, seit 2. September 2014)

### An Wochenenden
- Ted Koppel (Samstagsausgabe 1975–1977)
- Tom Jarriel und Sylvia Chase (Samstagsausgabe, 1977–1979)
- Sam Donaldson (Sonntagsausgabe 1979–1989)
- Kathleen Sullivan (Samstagsausgabe, 1985–1987)
- Barry Serafin (Samstagsausgabe, 1987–1988)
- Carole Simpson (Samstagsausgabe, 1988–1993; Sonntagsausgabe, 1993–2003)
- Forrest Sawyer (Sonntagsausgabe, 1989–1993)
- Elizabeth Vargas (Samstagsausgabe, 1997–2003; Sonntagsausgabe, 2003–2004)
- Terry Moran (Samstagsausgabe, 2004–2005)
- Bob Woodruff (Sonntagsausgabe, 2004–2005)
- Jim Avila (Samstagsausgabe, 2006–2007)
- Dan Harris (Sonntagsausgabe 2006–2011)
- David Muir (Samstagsausgabe 2007–2011; Wochenende, 2011–2014)
- Cecilia Vega (Samstagsausgabe, 2015–2017)
- Tom Llamas (Sonntagsausgabe, 2015–gegenwärtig)